# Эллигер, Кристина Мария
Кристина Мария Эллигер (нидерл. Christina Maria Elliger, сентябрь 1731, Амстердам, графство Голландия — март 1802, Амстердам) — художница XVIII века из Северных Нидерландов.

## Биография
Кристина Мария Эллигер родилась в Амстердаме в семье Антония Эллигера и Кристины Хоубракен, дочери Арнольда Хоубракена. В 17 лет она была включена Йоханом ван Гулом в его книгу биографий художников; по утверждению автора, Эллигер хорошо рисовала портреты пастельными мелками. Она вышла замуж за Г. Свама и иногда упоминается как Кристина Мария Свам-Эллигер. Она умерла в Амстердаме.